# Cross-Eyed Mary
Cross-Eyed Mary è una canzone del gruppo rock britannico Jethro Tull, pubblicata come seconda traccia dell'album Aqualung del 1971. La canzone narra di una giovane ragazza, Mary, di famiglia povera che per tirare avanti si prostituisce, concedendosi però soltanto a uomini che come lei versano in disastrose condizioni economiche, probabilmente per il fatto che nessun uomo benestante accetterebbe mai di avere un rapporto con lei. Ciononostante i senzatetto di Londra accettano ben volentieri le prestazioni di Mary, essendo lei l'unica donna disposta a concedersi a loro. Per questo viene definita la Robin Hood di Highgate (un quartiere nel nord della capitale inglese), dal momento che solo con lei i clochard a Highgate riescono a provare qualche attimo di piacere nella loro devastata vita. Nel testo viene anche nominato Aqualung, il barbone protagonista dell'omonima canzone dello stesso album, indubbiamente uno dei clienti di Mary.

## Comparse in altri album
- Repeat: The Best of Jethro Tull - Vol. II (1977)
- Bursting Out (1978)
- The Best of Jethro Tull: The Anniversary Collection (1993)
- 25th Anniversary Box Set (1993)
- Aqualung Live (2005)

## Cover
- Gli Elf di Ronnie James Dio ne incisero una propria versione nel 1972, ma non la pubblicarono in alcun album prima dello scioglimento.
- Il pezzo è stato riproposto dal vivo anche dagli Iron Maiden, in una delle loro rarissime cover. La loro versione è stata successivamente inclusa nel lato B del singolo The Trooper del 1983.
- Anche i Clutch crearono una propria versione, per la compilation Sucking the 70s del 2002.